# Square de la place de la Nation
Square de la place de la Nation je square v Paříži v 12. obvodu. Jeho rozloha činí 6173 m2.

## Poloha
Square se nachází uprostřed kruhového objezdu na náměstí Place de la Nation, po kterém nese své označení.

## Historie
Square vzniklo v roce 1875. Jeho dominantou je monumentální sousoší Triumf Republiky, které v roce 1899 vytvořil sochař Aimé-Jules Dalou.